# Matheus Gonçalves
Matheus Gonçalves Martins (ur. 18 sierpnia 2005 w Rio de Janeiro) – brazylijski piłkarz występujący na pozycji skrzydłowego lub ofensywnego pomocnika, od 2022 roku zawodnik Flamengo.